# Edmond Hébert
Edmond Hébert (Villefargeau, 12 giugno 1812 – Parigi, 4 aprile 1890) è stato un geologo francese.
Docente di geologia alla Sorbona dal 1858 e socio dei Lincei dal 1887, fu autore dell'opera Recherche sur le terrain jurassique dans le bassin de Paris (1857).